# Lafayette, We Come
Lafayette, We Come è un film muto del 1918. Prodotto e diretto da Léonce Perret, aveva come interpreti E.K. Lincoln, Dolores Cassinelli, Emmett King, Ethel Winthrop, Ernest Maupain, Valentine Petit, Marcel Duchamp.

## Trama
Leroy Trenchard è innamorato di Therese. Quando, allo scoppio della guerra, l'uomo si arruola per andare a combattere in Francia. Therese lo segue come infermiera della Croce Rossa. Ma, in realtà, Therese si rivela essere Sonia, una principessa tedesca, facendo nascere il sospetto che possa essere una spia nemica.

## Produzione
Il film fu prodotto dalla Perret Productions Inc.

## Distribuzione
Distribuito dall'Affiliated Distributors, Distributing Corporation, Exhibitors Mutual Distributing Company il film uscì nelle sale cinematografiche statunitensi il 3 novembre 1918.